# القرى البيضاء الأندلسية

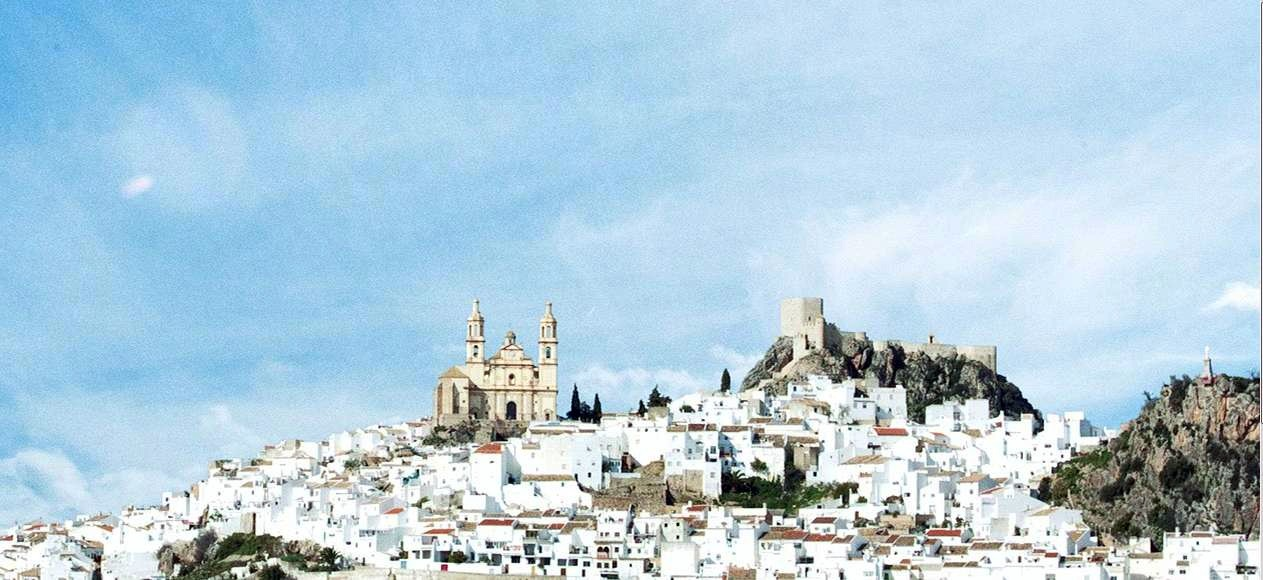
أولفيرا

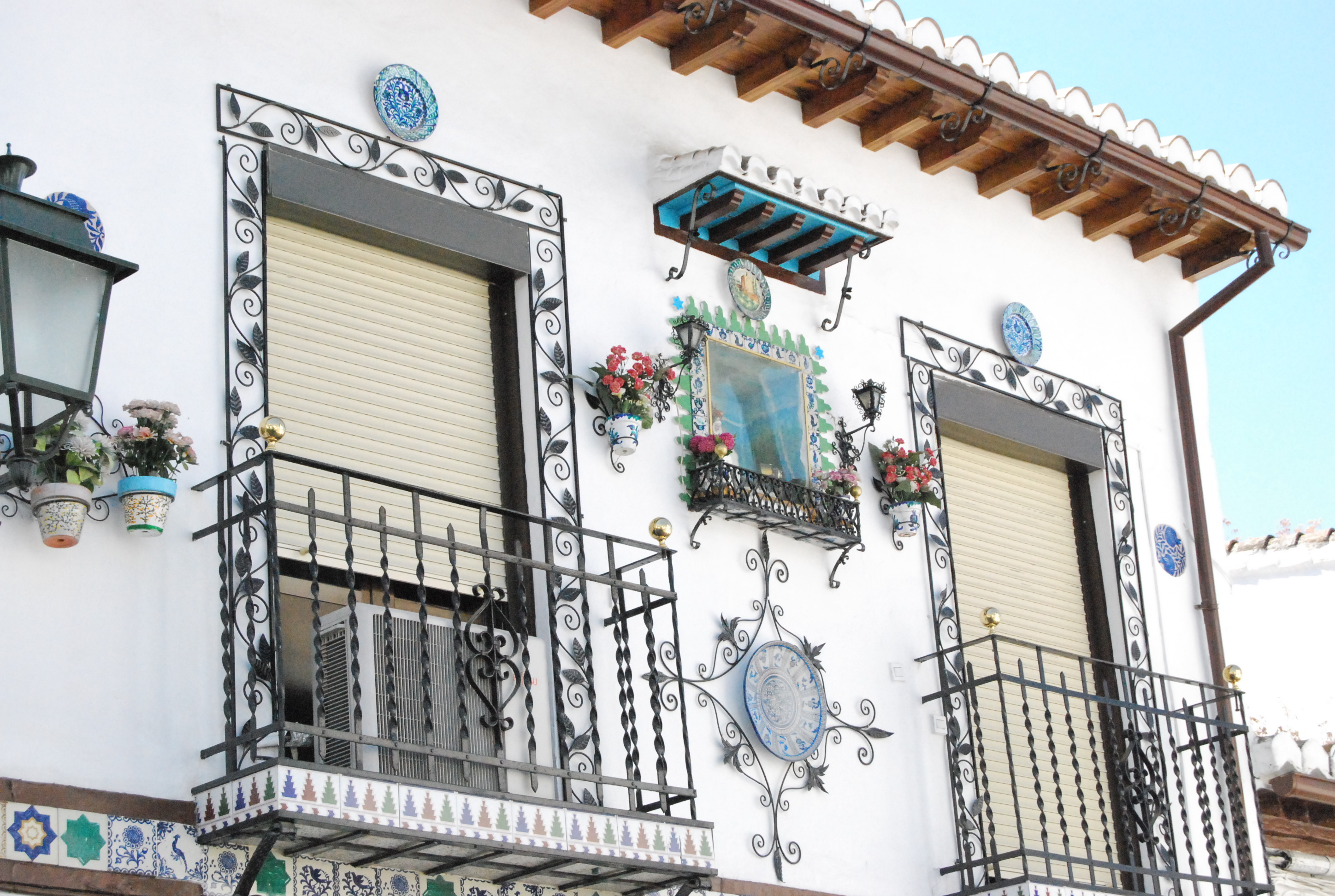
منزل تقليدي في مقاطعة غرناطة.

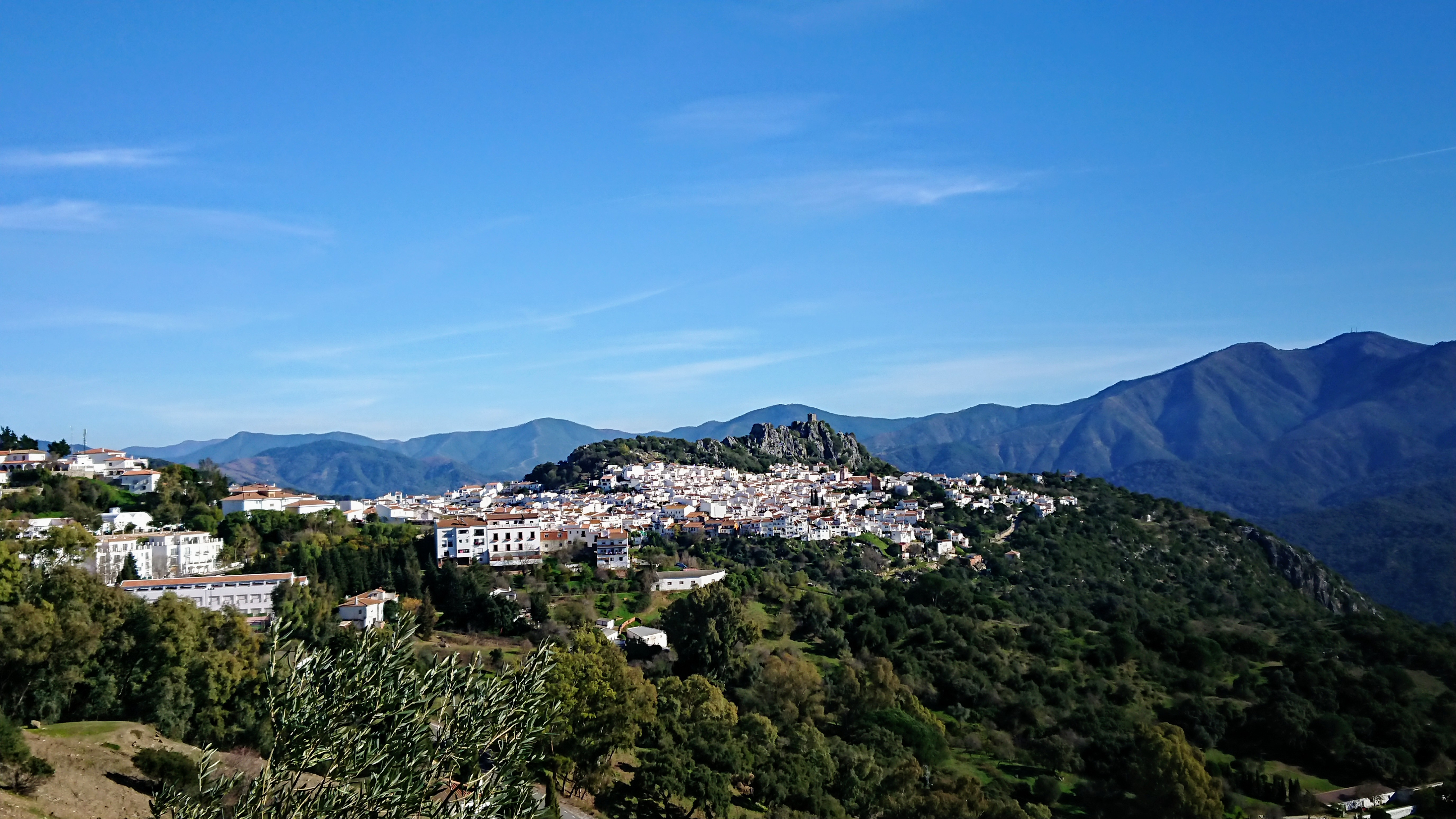
غاوثين

في القرى البيضاء الأندلسية (White Towns of Andalusia)، أو القرى البيضاء (Pueblos Blancos)، هي سلسلة من البلدات البيضاء(Whitewash) و القرى الكبيرة في الجزء الشمالي من أقاليم قادس و مالقة في جنوب اسبانيا ، معظمها في حديقة سييرا دي جرازاليما الطبيعية  . 

## التاريخ والوصف
سُكنت المنطقة منذ عصور ما قبل التاريخ ، وبعض الكهوف المحلية بها لوحات صخرية قديمة. الشعب الأيبري ، روما ، القوط الغربيون أو العرب هم بعض المستوطنين قبل العصر الحديث وقد تركوا بصماتهم وثقافتهم في المنطقة. 
تتميز جميع القرى بجدران بيضاء وسقوف مبلطة حمراء أو بنية، كما أنها عادة ما تحوي أزقة ضيقة وأقراط شديدة الانحدار ومطلات خلابة مع ساحة وكنيسة وقاعة مدينة. غالبًا ما تدير المؤسسات المحلية المتاحف الأثرية ذات القطع الأثرية الرومانية أو العربية ، بالإضافة إلى غيرها من المؤسسات المخصصة للعادات و الحرف المحلية. 
من المفترض أن أسباب طغيان اللون الأبيض على المنازل هي نتيجة كيميائية للحجر الجيري المستخدم. 

## القرى والطرق

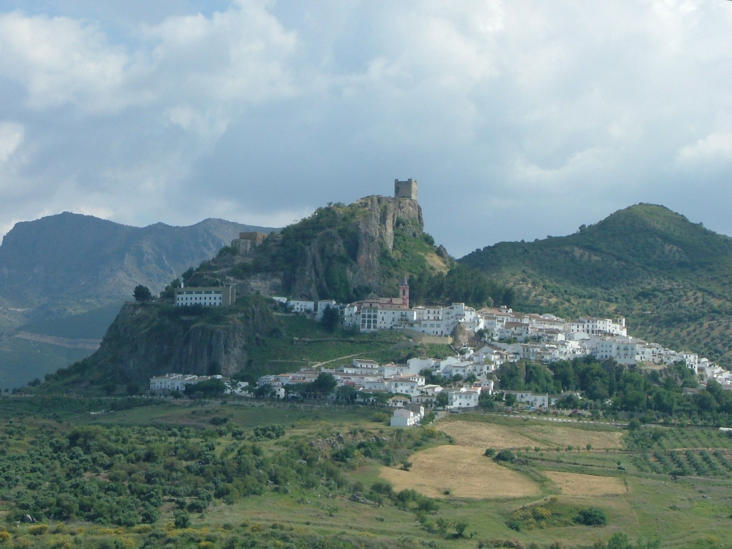
زهرا

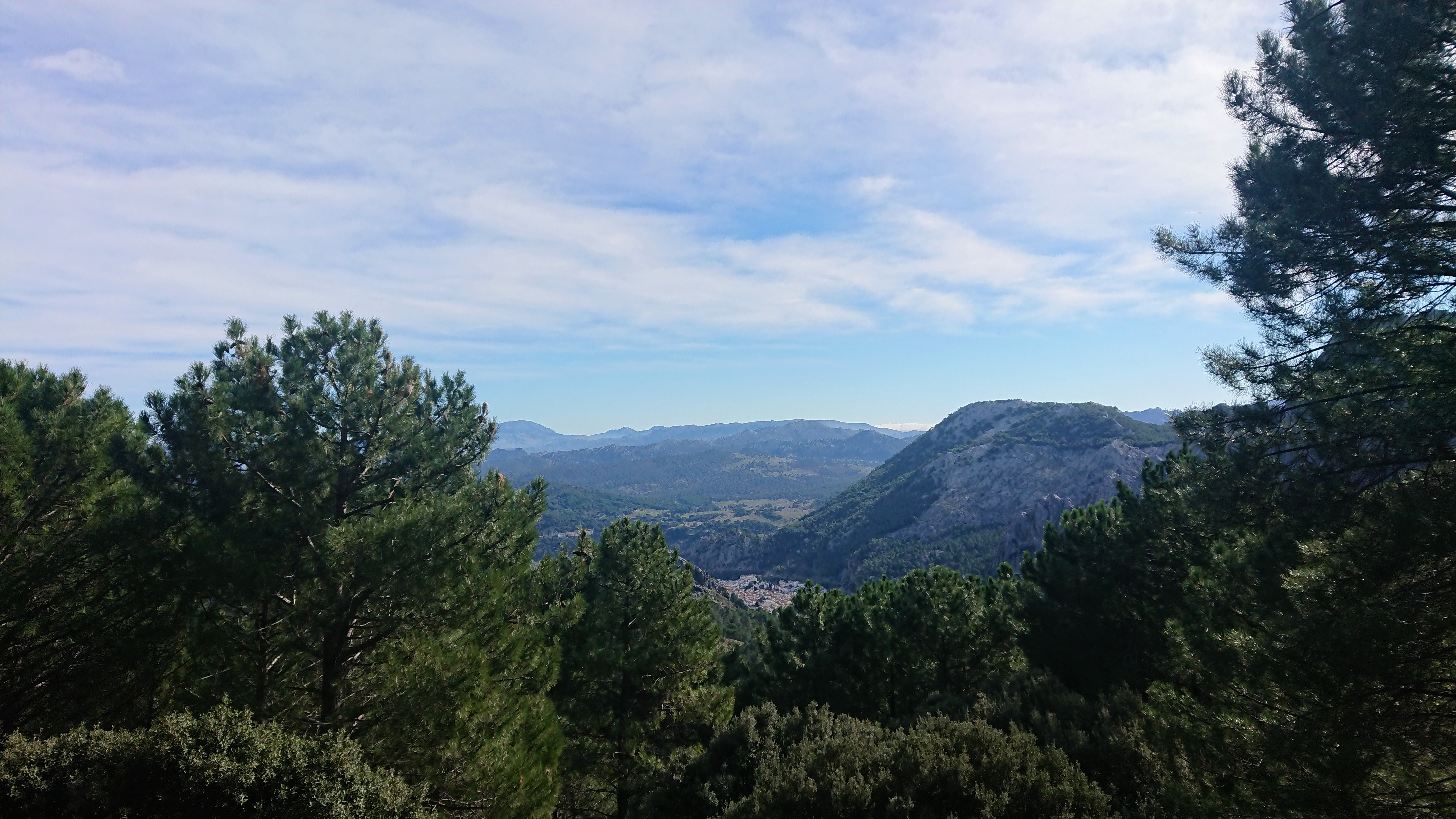
جرازاليما

هناك طرق مقترحة لزيارة بعض القرى. بالخصوص تلك القريبة من رندة (في مقاطعة مالقة ) وأركوس دي لا فرونتيرا (في مقاطعة قادس ). 
بلدات وقرى تقع على طريق رندة وايت تاونز (Ronda's White Towns route): 
- رندة ، فيها المستوطنة الرومانية القديمة لموقع Acinipo الأثري.
- سيتينيل دي لاس بودوغاس ، تستخدم بعض أجزاء هذه القرية الجبال الصخرية كجدران وأسقف للمنازل.
- توري الهكيمة
- أولفيرا
- الجودوناليس ، مدينة من القرن السادس عشر وتحوي بعض الآثار الرومانية
- زهرا ، تقع في منتزه Sierra de Grazalema الطبيعي بجوار بحيرة .
- جرازاليما
- بيناوكاز ، قرية صغيرة بجوار قلعة.

بلدات وقرى تقع على طريق أركوس دي لا فرونتيرا الأبيض (Arcos de la Frontera's White Towns route): 
- قلعة جازول
- مدينة شذونة، وتحوي مستوطنة أسيدو الرومانية.
- أركوس دي لا فرونتيرا ، الواقعة على جرف رائع ، وتوجد أيضا كنائسها الباروكية .
- بورنوس و فيلامارتن - تقع بالقرب من بحيرة وفيها بعض الآثار الرومانية.
- أوبريق ، هي أكبر المدن البيضاء ، يوجد فيها مصنوعات جلدية عالية الجودة و ميزات أخرى.
- كاساريس
- خيمينا دي لا فرونتيرا
- كاستيلار دي لا فرونتيرا

تشمل القرى والأماكن المثيرة الأخرى للزيارة ما يلي: 
- ميخاس بويبلو - تاكسي بورو ، الكاتدرائية القديمة - وهي عبارة عن قرية بيضاء إسبانية نموذجية.
- Garganta Verde و Ermita de la Garganta - فيها كهوف ذات هوابط وصواعد.
- بويرتو دي لاس بالوماس - بها مناظر رائعة.
- فيلالوينجا ديل روزاريو - أعلى المدن البيضاء وواحدة من أجملها.
- Benamahoma - تحتوي على Fuente de Nacimiento من نهر Majaceite
- إل بوسكي  - يمكن لزوارها صيد سمك السلمون المرقط والطيران الشراعي.
- برادو ديل ري - قرية أكثر حداثة.
- بويرتو سيرانو - مدينة هادئة جميلة.
- إل جاستور - بالكون دي لوس بويبلوس بلانكوس مع كنيسة مثيرة للاهتمام.
- الكالا ديل فالي- مدينة جميلة - وهناك أحجار جندل أثرية قريبة منها.
- الجار - تقع فوق طريق جبلي.
- إيسبيرا - بها مناظر بانورامية.
- فيخير دي لا فرونتيرا
- فريجيليانا - فيها نبيذ المسك وزيت الزيتون
- بورنوس

## المناخ
المناخ معتدل والريف المحيط أخضر وممتع، وتشمل الأنشطة السياحية المتوفرة رياضة المشي لمسافات طويلة (الحركلة) وتسلق الجبال واستكشاف الكهوف وركوب الدراجات والفروسية والتمتع بالطبيعة والاستمتاع بالطعام المحلي. 